# Schubert Gambetta
Schúbert Gambetta Saint Léon (Montevideo, 1920. április 14. – Montevideo, 1991. augusztus 9.) világbajnok uruguayi labdarúgóhátvéd.

## Pályafutása

### Klubcsapatban
1940 és 1948 között a Nacional, 1949-ben a kolumbiai Cúcuta Deportivo, 1950 és 1956 között ismét a Nacional labdarúgója volt. Az aktív labdarúgást 1960-ban a Mar de Fondo csapatában fejezte be. A Nacional együttesével 11 bajnoki címet szerzett.

### A válogatottban
1941 és 1952 között 36 alkalommal szerepelt az uruguayi válogatottban és három gólt szerzett. Az 1950-es brazíliai világbajnokságon aranyérmes lett a csapattal.

## Sikerei, díjai
Uruguay
- Világbajnokság
  - aranyérmes: 1950, Brazília

 Nacional
- Uruguayi bajnokság
  - bajnok (11): 1940, 1941, 1942, 1943, 1946, 1947, 1948, 1950, 1952, 1955, 1956